# 酒井孫八郎
酒井 孫八郎（さかい まごはちろう、弘化2年11月17日（1845年12月15日） - 明治12年（1879年）4月15日）は、江戸時代末期（幕末）の伊勢桑名藩の家老。父は服部正綏、兄は服部正義。従弟に高木貞作など。諱は朝雄、法号は東海。

## 経歴
弘化2年（1845年）に生まれる。実家服部氏は徳川家康に仕えた服部正成（服部半蔵）の系譜につながる。
桑名藩家老・酒井三右衛門の養子に迎えられ、安政5年（1858年）に家督を継いで藩主・松平定猷、その死後は松平定敬に仕えた。慶応4年（1868年）1月に戊辰戦争が始まると、藩主定敬は幕府軍の主力として戦い、徳川慶喜と共に江戸に脱出する。このため孫八郎は定猷の子・松平定教を擁立して藩論を尊王派で統一し、桑名城を無血開城して新政府に恭順した。その後、蝦夷地まで転戦した定敬を説得するために箱館まで赴き、東京（江戸）の新政府に出頭させている。明治2年（1869年）には新政府と交渉し、桑名藩の再興に尽力した。
明治12年（1879年）に死去。享年35。墓所は青山霊園。